# Massís del Montseny
El Montseny és un massís muntanyós que forma part de la Serralada Prelitoral. Aquest massís ha gaudit d'una gran estima popular, des de fa més d'un segle, per raó de les seves riqueses paisatgístiques, naturals i històriques. Està situat en el límit entre les comarques del Vallès Oriental, la Selva i Osona, com una barrera entre la Depressió Prelitoral Catalana i la Plana de Vic. Està separat de les Guilleries per una fractura.
El Montseny està constituït per tres conjunts muntanyosos ben diferenciats: el Pla de la Calma; el turó de l'Home i les Agudes; i, finalment, el turó de Matagalls. Aquests tres conjunts estan units entre si per colls. El Pla de la Calma és un dels contraforts del massís i està situat a la part més occidental; s'uneix amb el turó de Matagalls (1.697,2 m) pel coll de Collformic. El turó de Matagalls està unit a la carena del turó de l'Home (1.705,8 m) i de les Agudes (1.705,4 m) pel coll de Sant Marçal, que constitueix la capçalera de la conca del riu Tordera.
Una gran part d'aquest massís es correspon amb l'espai protegit del Parc Natural del Montseny, establert l'any 1977 i gestionat per la Diputació de Barcelona des del 1977. Fins a l'any 1977 el Montseny no va ser classificat com a parc natural, gràcies al treball del Servei de Parcs Naturals de la Diputació de Barcelona. Com a ratificació de l'interès de la zona, el 28 d'abril de 1978, la UNESCO (Programa Home i Biosfera) va declarar aquest parc reserva de la biosfera, i va donar peu que formi part d'una xarxa internacional de zones protegides representatives dels principals tipus d'ecosistemes mundials.

## Geografia

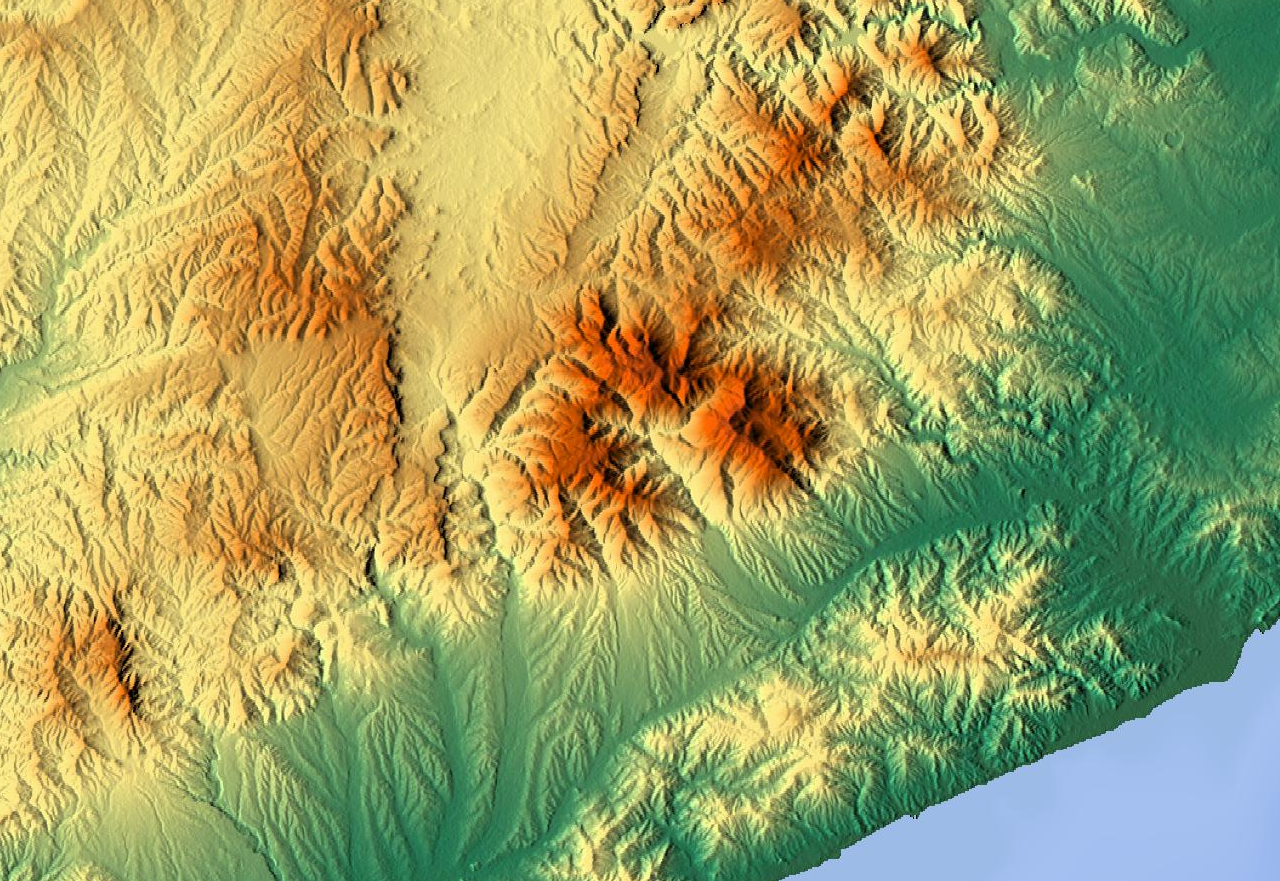
Mapa topogràfic del massís del Montseny, al centre, de color vermell. A la imatge s'hi aprecia: la plana del Vallès, al sud-oest i al sud; la Selva, a l'est; el massís de les Guilleries, al nord-est; la plana de Vic, al nord-oest, i l'altiplà del Moianès, a l'oest.

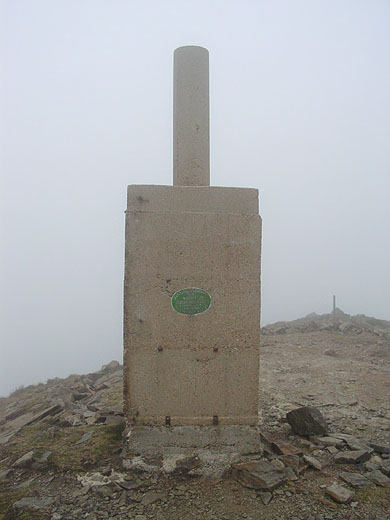
Vèrtex geodèsic al cim del Turó de l'Home

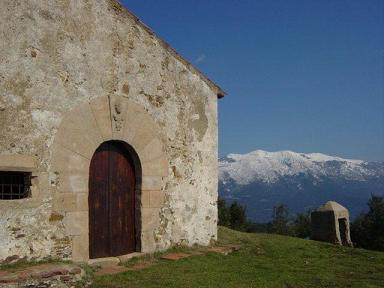
L'ermita de Sant Elies de Vilamajor, amb el turó de l'Home al fons

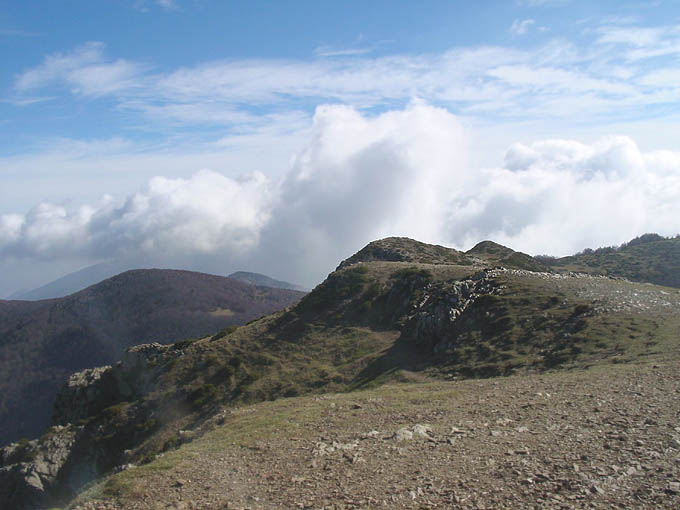
El Matagalls

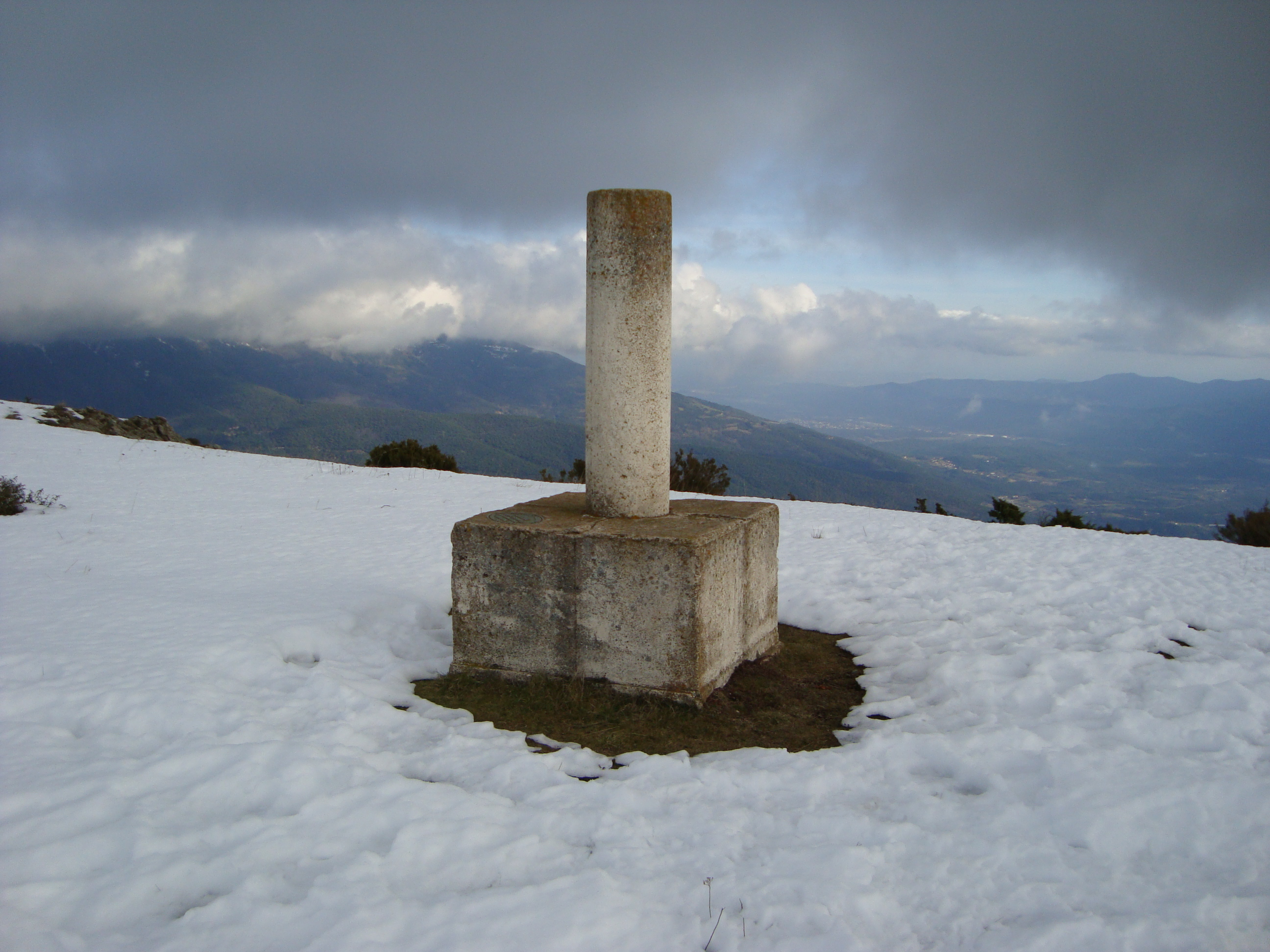
Vèrtex geodèsic al cim del turó del Samont

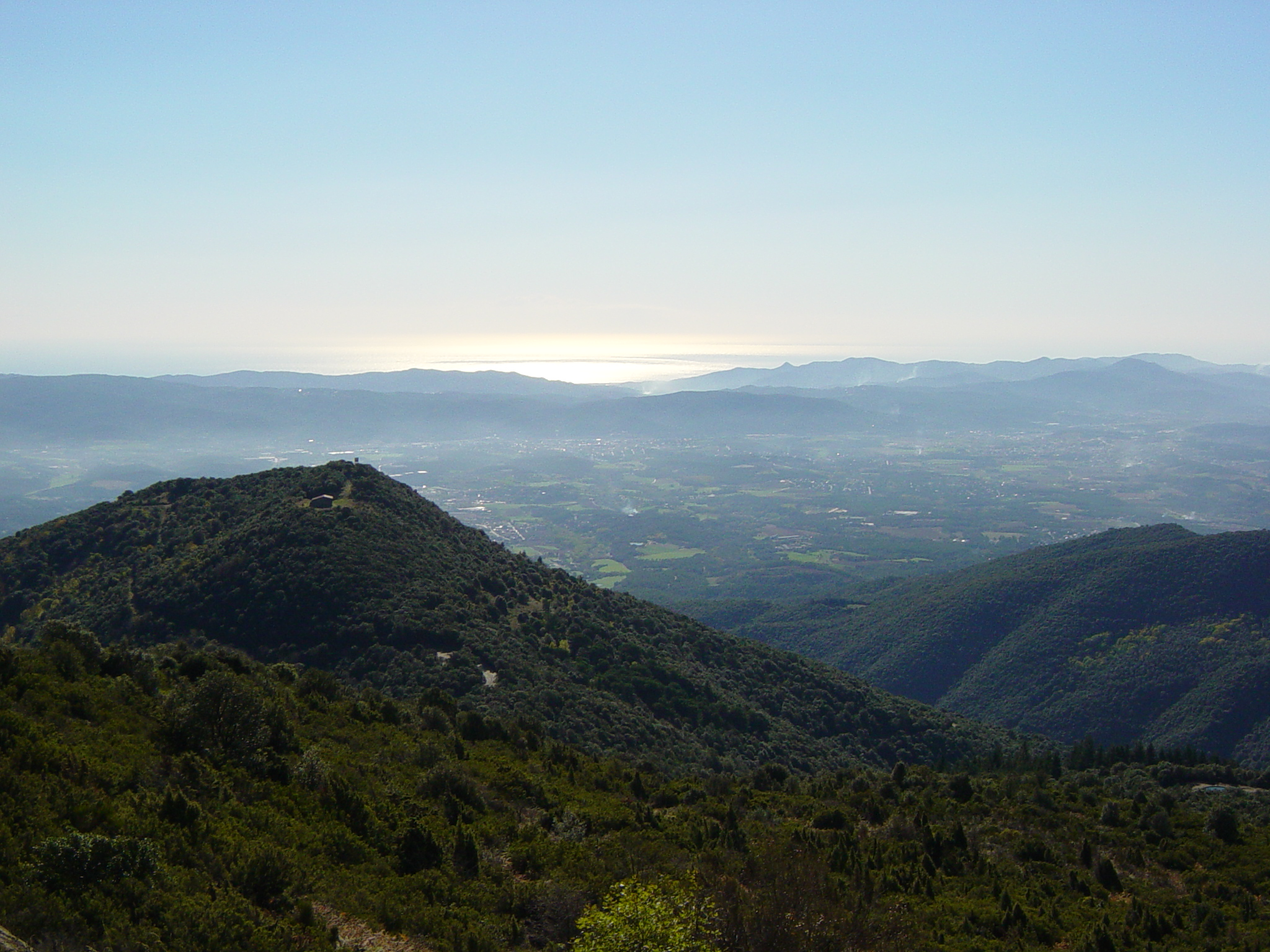
El turó de Sant Elies (Sant Pere de Vilamajor)

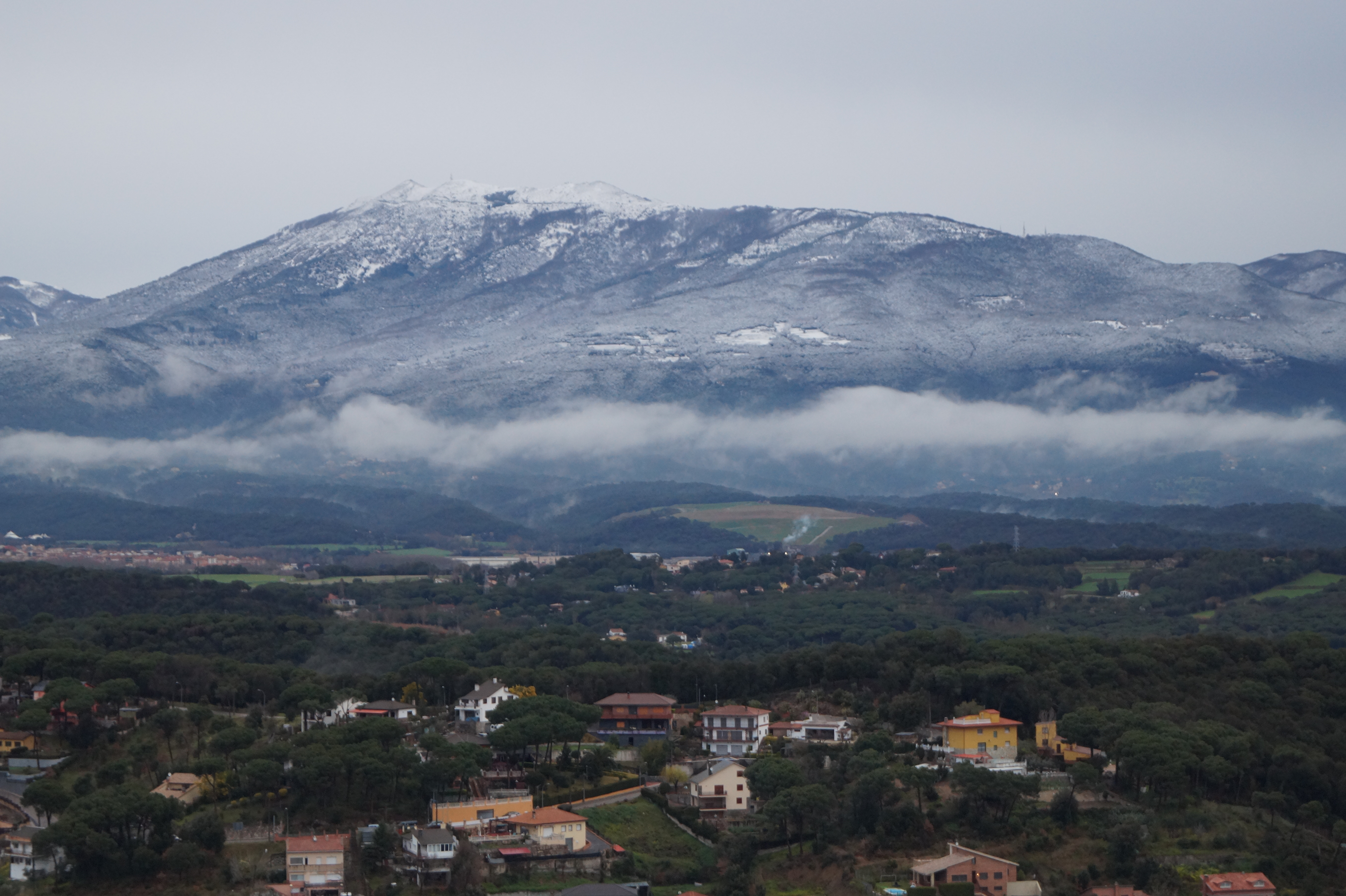
El Massis del Montseny nevat

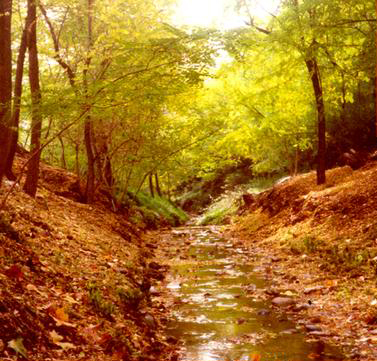
La riera de Vilamajor a l'altura de Sant Pere de Vilamajor

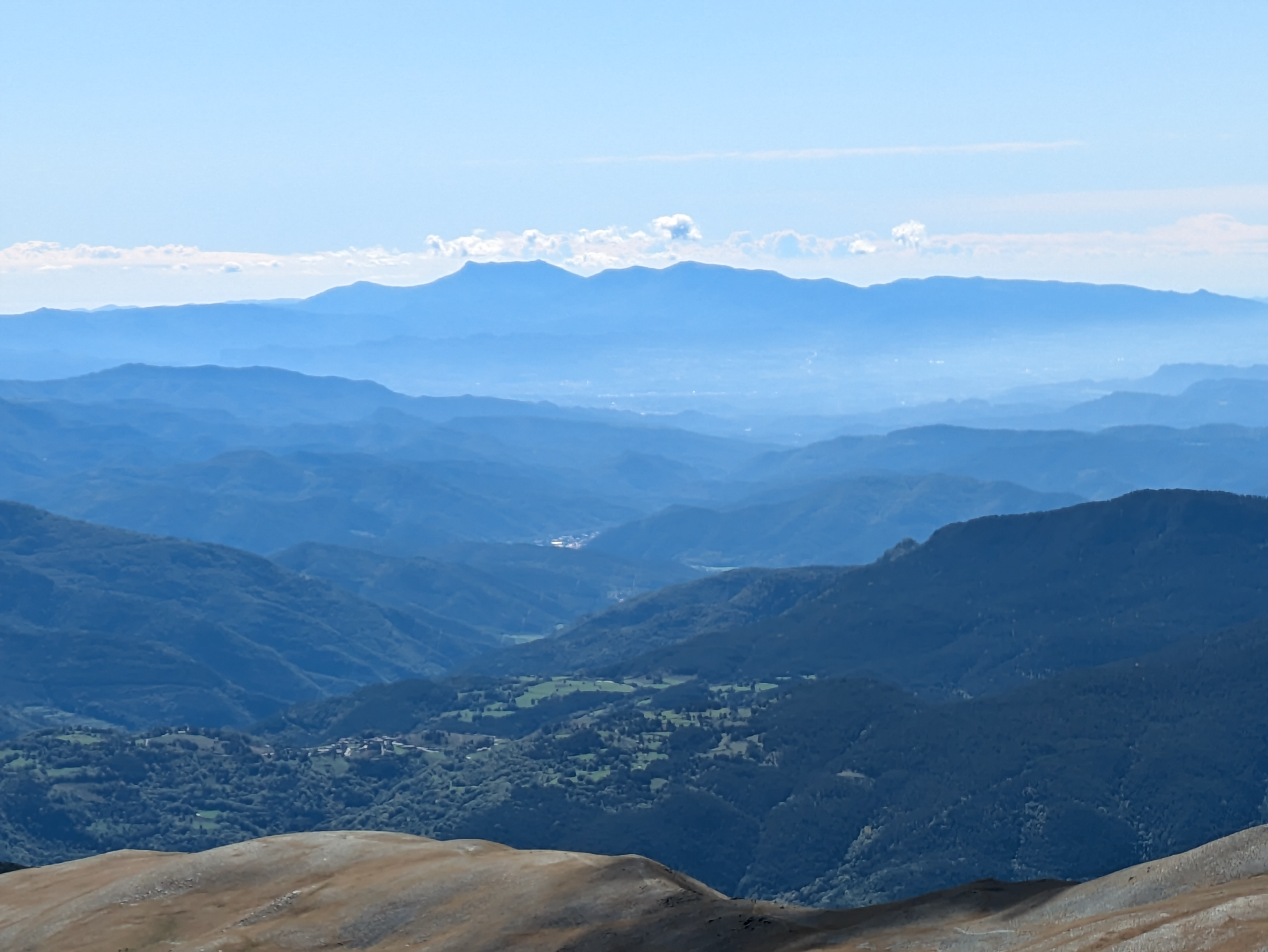
Montseny des del massís del Puigmal, a una distància de 70 quilòmetres al nord-oest.

### Cims del massís
Per la seva altitud, destaquen dos grans conjunts muntanyosos: a la meitat oriental, el del turó de l'Home (1.705,8 m) i les Agudes (1.705,4 m), que constitueixen els cims més alts del massís i a sota els quals s'obre la vall de Santa Fe del Montseny.
| Cims del massís               | Altura (msnm) |
| ----------------------------- | ------------- |
| Turó de l'Home                | 1.705,8       |
| Les Agudes                    | 1.705,4       |
| Matagalls                     | 1.697,2       |
| Turó de l'Home Mort           | 1.677,9       |
| Puig Sesolles                 | 1.667,3       |
| Puig Sacarbassa               | 1.658,8       |
| Turó de la Bandera (Montseny) | 1.658,3       |
| Turó Gros                     | 1.640,2       |
| Puig Sacreu                   | 1.626,2       |
| Turó Sesportadores            | 1.603,3       |
| Turó del Mig                  | 1.581,8       |
| Turó de Morera                | 1.576,6       |
| Turó Gros d'en Pujol          | 1.551,1       |
| Turó Gros (El Brull)          | 1.540,6       |
| Turó de Sant Marçal           | 1.528,1       |
| Turó del Faig Sec             | 1.487,0       |
| Montllobar (Montseny)         | 1.460,2       |
| Turó de Sant Segimon          | 1.407,2       |
| Turó de Castellar             | 1.400,4       |
| Turó d'en Bessa               | 1.393,3       |
| Turó del Pla de la Barraca    | 1.382,5       |
| Puig Drau                     | 1.345,5       |
| Turó de Sant Miquel           | 1.339,2       |
| El Sui                        | 1.318,5       |
| Turó dels Esqueis             | 1.316,8       |
| Turó de Morou                 | 1.311,7       |
| Turó del Socarrat             | 1.302,6       |
| Roca Roja                     | 1.293,3       |
| Cim del Pou Nou               | 1.291,4       |
| Turó de les Queredes          | 1.287,5       |
| Turó del Faig de la Bandera   | 1.285,6       |
| Turó del Poniol               | 1.279,3       |
| Turó del Samont               | 1.272,5       |
| Pedres Blanques               | 1.270,5       |
| Turó de la Torre              | 1.269,0       |
| Turó de la Terma d'en Planes  | 1.265,2       |
| Turó del Pou d'en Sala        | 1.264,8       |
| Roc de la Guardiola           | 1.252,8       |
| Turó del Convent              | 1.247,8       |
| Turó de les Dalles            | 1.244,1       |
| Turó de l'Alzina Rodona       | 1.241,0       |
| Turó d'en Cuc                 | 1.236,8       |
| Turó dels Maçaners            | 1.231,6       |
| Roques de Santa Helena        | 1.227,4       |
| Turó de l'Oriol               | 1.224,1       |
| Turó de la Mosquera           | 1.216,3       |
| Turó del Pi Novell            | 1.215,4       |
| Turó de la Ventosa            | 1.214,7       |
| Turó dels Ginebrons           | 1.207,6       |
| Turó del Roquet               | 1.187,8       |
| Turó de la Moixa              | 1.187*        |
| Puig Porquer                  | 1.178,8       |
| Roca Llancers                 | 1.171,1       |
| Castellfitó                   | 1.166,3       |
| Turó del Prat Fondo           | 1.165,9       |
| Turó de la Cova               | 1.101,3       |
| Matagalls Xic                 | 1.068,6       |
| Turó de Més Amunt             | 1.065,4       |
| Turó de Tagamanent            | 1.055,9       |
| Turó de les Païsses           | 1.051,9       |
| Turó de del Mig               | 1.038,9       |
| Turó de la Moixera            | 1.038,9       |
| Turó de Palestrins            | 1.025,9       |
| Turó de l'Oratori             | 1.024,8       |
| Turó de les Calabruixes       | 1.020,7       |
| Turó de Sant Elies            | 998,9         |
| Puig Castellar                | 980,8         |
| La Cuassa                     | 967,1         |
| El Turonet                    | 966,7         |
| Puig Cornador                 | 859,7         |
| Turó de l'Alzina Rodona       | 795,4         |
| Turó de la Fontanella         | 780,8         |
| Puig Cogull                   | 780,7         |
| Turó Saparera                 | 761,2         |
| Turó de la Coll de Murtra     | 730,7         |

- Turó de la Moixa, no disponible al mapa topogràfic de Catalunya de l'ICC amb aquest nom.

### Cursos fluvials
Els principals cursos d'aigua que drenen el massís són la Tordera (al sud), la riera d'Arbúcies (a l'est) i el Congost (a l'oest).
| Curs fluvial | Denominació                          | Desembocadura           |
| ------------ | ------------------------------------ | ----------------------- |
| Riu          | La Tordera                           | Mar Mediterrània        |
| Riu          | Riu Congost                          | Riu Besòs               |
| Riera        | Riera d'Arbúcies                     | Riu Tordera             |
| Riera        | Riera de l'Avencó                    | Riu Congost             |
| Riera        | Riera de Brugueres                   | Riera Giola             |
| Riera        | Riera de Cànoves o Vallforners       | Riu Mogent              |
| Riera        | Riera Major                          | Riu Ter                 |
| Riera        | Riera de Vallserena                  | Riera de Vilamajor      |
| Riera        | Riera de Vilamajor                   | Riu Mogent              |
| Torrent      | Remogent                             | Riera Carbonell         |
| Torrent      | Sot de la Baga d'en Cuc              | Riera de Vallforners    |
| Torrent      | Sot d'en Borrell                     | Riera de Brugueres      |
| Torrent      | Sot del Duc                          | Riera de Brugueres      |
| Torrent      | Sot de la Figuerassa                 | Riera de Vallforners    |
| Torrent      | Sot de la Font del Capellà           | Riera de Vallforners    |
| Torrent      | Sot de la Font de la Vallfiguera     | El Remogent             |
| Torrent      | Sot de la Font Vilar                 | Riera de Vallforners    |
| Torrent      | Sot de la Noguereta                  | Riera de Vallforners    |
| Torrent      | Sot del Riu                          | Riera de Brugueres      |
| Torrent      | Torrent de Brollars                  | Riera de Vilamajor      |
| Torrent      | Torrent de Can Guri                  | Riera de Brugueres      |
| Torrent      | Torrent de Cal Nen                   | Riera de Vallserena     |
| Torrent      | Torrent de Can Païrana               | Riera de Vallserena     |
| Torrent      | Torrent de Can Vidal                 | Riera de Vallserena     |
| Torrent      | Torrent de la Font del Corral        | Riera de Vilamajor      |
| Torrent      | Torrent de l'Home                    | Riera de Vallforners    |
| Torrent      | Torrent del Mal Infern               | Riera Giola             |
| Torrent      | Torrent del Mojó                     | Riera de Vallforners    |
| Torrent      | Torrent del Roure                    | Sot de la Baga d'en Cuc |
| Torrent      | Torrent de la Serra de la Dona Morta | Riera de Vallserena     |

## Ecologia

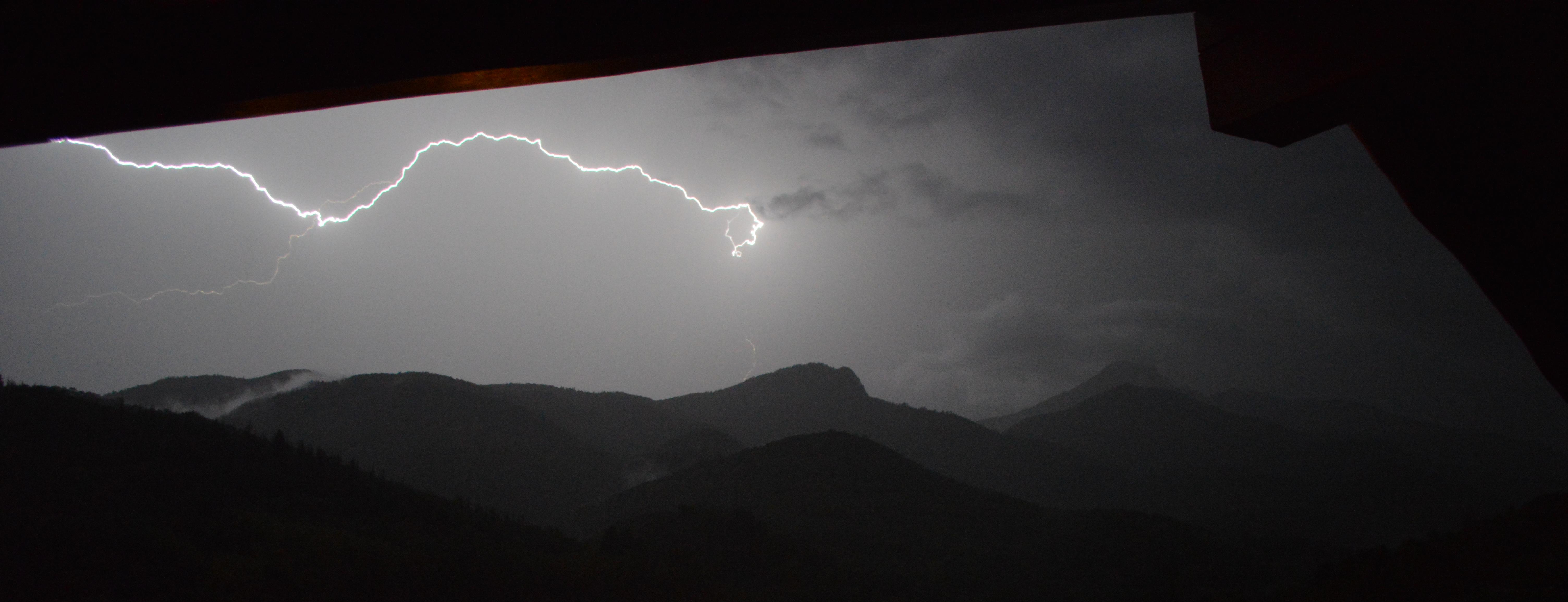
Massís del Montseny de nit durant una tempesta elèctrica, vist des d'Arbúcies, amb el turó d'Arenys en primer pla.

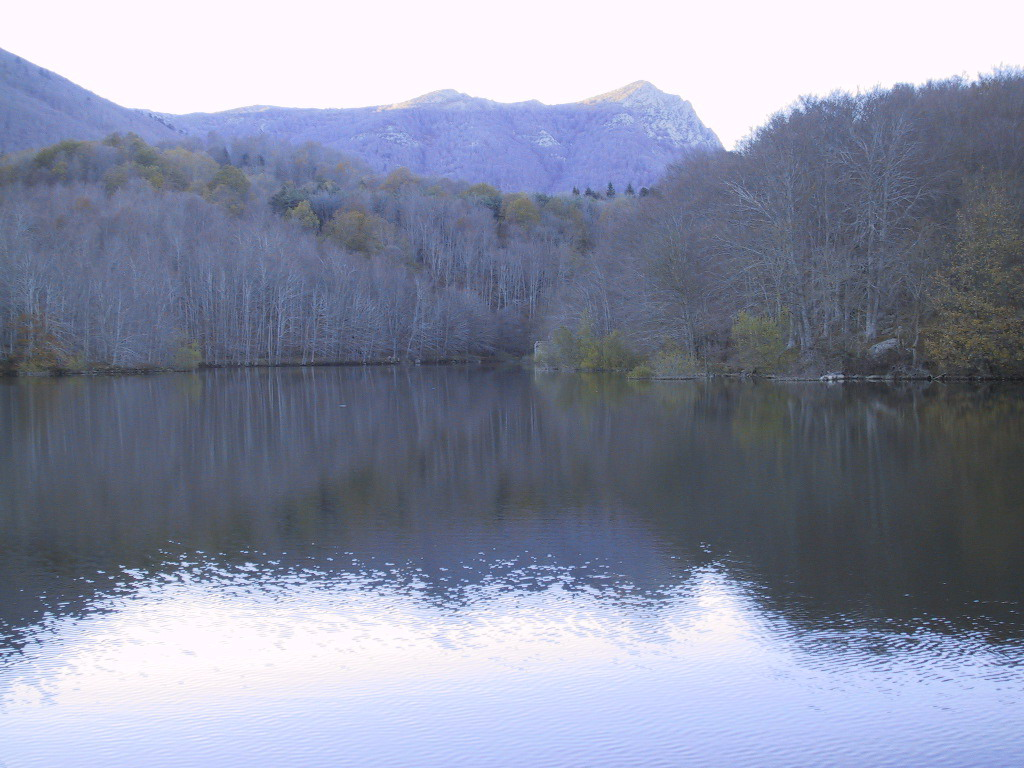
L'embassament de Santa Fe al novembre, amb els faigs sense fulles i les Agudes al fons

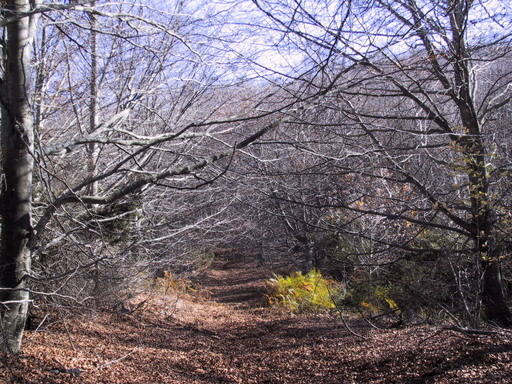
La fageda del turó de Morou a l'hivern, gairebé sense sotabosc, només amb el verd grogós de la falguera aquilina (Pteridium aquilinum)

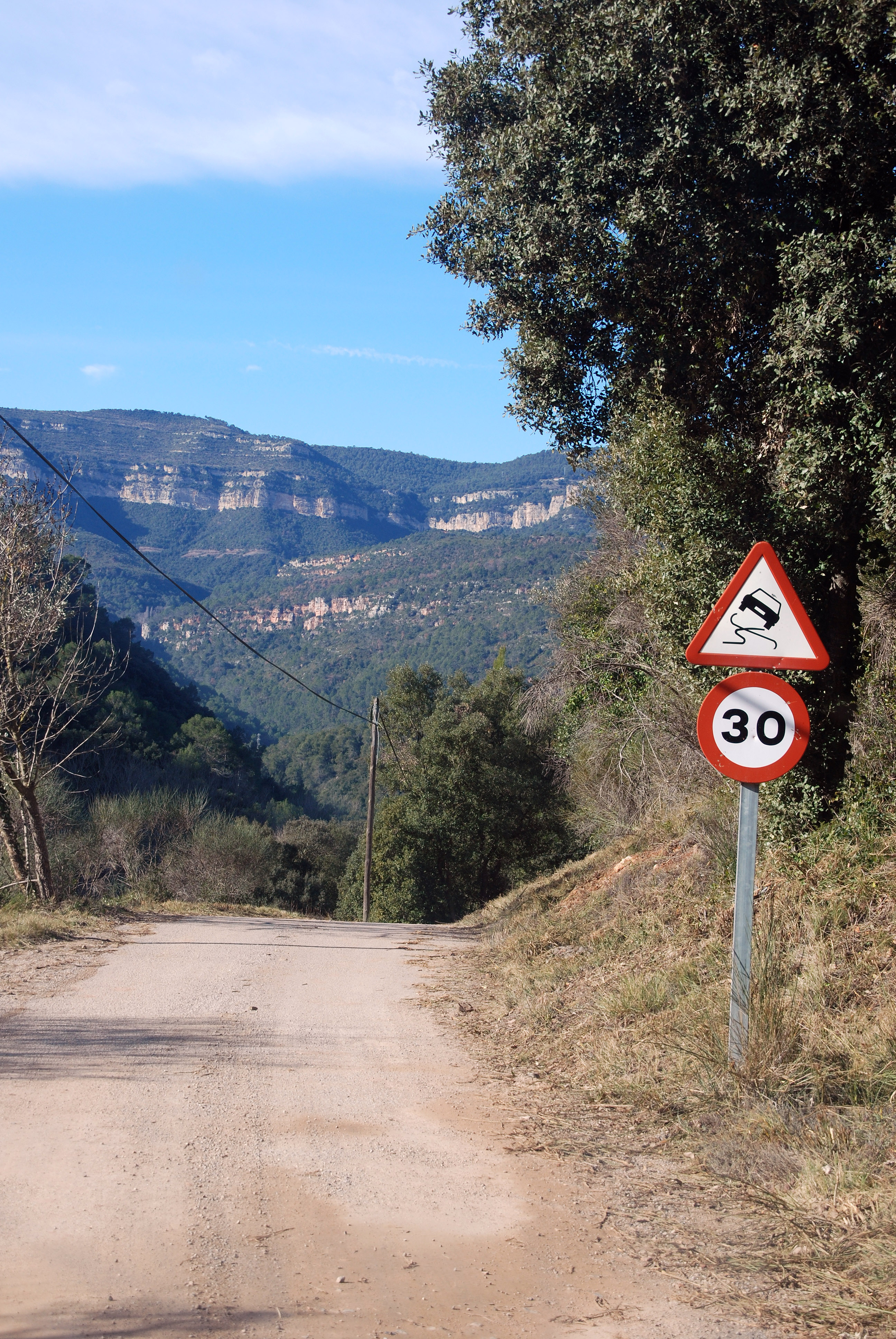
Parc Natural del Montseny a Figaró-Montmany

A causa de les especials condicions microclimàtiques causades pel relleu, al Montseny trobem una barreja d'ambients mediterranis (com, per exemple, els alzinars dels vessants del Tagamanent), eurosiberians (com les fagedes entre el Matagalls i Viladrau) i fins i tot subalpins (com l'avetosa del Turó de l'Home). Això permet que moltes espècies centreeuropees hi tinguin l'extrem meridional de la seva àrea de distribució (per exemple l'avet), i ha propiciat l'aparició d'endemismes singulars, com ara el tritó del Montseny (Calotriton arnoldi), descobert el 2005, o l'herba de Sant Segimon (Saxifraga vayredana), exclusiva dels indrets rocosos del Montseny i les Guilleries. El Parc Natural del Montseny allotja una vida vegetal i animal molt rica i variada, gràcies, especialment, a la seva situació geogràfica.

## La presència de l'ésser humà
La presència de l'ésser humà ha estat un dels factors que més han influït en el paisatge del Montseny. Durant els anys, la gent del Montseny ha desenvolupat activitats lligades al seu entorn natural i s'ha dedicat, per exemple, a fer de pastors, a treballar la terra com a pagesos, a aprofitar els recursos del bosc (extracció de fusta, pela de suro, recollida de castanyes, carboneig) i a treure profit de la neu i el glaç, a les parts altes del massís, per comercialitzar-los.
Un dels testimonis evidents de la presència de l'ésser humà al Montseny és les esglésies i ermites que hi ha repartides per tot el massís, entre les quals cal destacar les esglésies romàniques i diversos santuaris.
L'habitatge tradicional del Montseny ha estat la masia. Les cases amb més història, que avui encara perviuen, es remunten al segle xii i arriben fins al segle xviii. Es tracta de construccions que consistien, generalment, en tres plantes i que incloïen l'habitatge i les golfes. En alguns casos, els corrals eren a la planta baixa, i l'escalfor del bestiar s'aprofitava per escalfar els dormitoris, que eren a sobre. La masia era la unitat familiar, en què el dia a dia girava al voltant de la feina al camp o al bosc, i, quan ja era fosc, vora la llar de foc, on les cançons i les rondalles es transmetien de generació en generació.
De vegades, les masies es convertien en hostals improvisats que acollien la gent delerosa de fugir de les tensions de la ciutat, de gaudir de la natura i de fer salut.
El 1970 va tenir lloc un greu accident quan un avió de la companyia Dan Air provinent de Manchester es va estavellar contra el cim de les Agudes. En aquest accident van morir 113 persones.

## Excursionistes
La varietat de paisatges i la riquesa humana i ecològica van esperonar els primers excursionistes a pujar al Montseny, però va ser sobretot amb l'arribada del ferrocarril als pobles de l'entorn que es va incrementar el nombre de visitants al Montseny, que hi anaven per fer excursions pels cims i, a l'hivern, per practicar-hi esports de neu.
Cada mes de maig es fa la Travessa del Montseny, una caminada d'uns 48 quilòmetres entre Aiguafreda i Gualba que passa pels cims més emblemàtics del massís.

## Marató del Montseny
La Marató del Montseny és una marató de muntanya que transcorre íntegrament pel Massís del Montseny, amb sortida i arribada a Sant Esteve de Palautordera, amb un 85 % del recorregut per corriols i un 15 % per pistes de terra.

## Intel·lectuals
Els paisatges i els racons naturals del Montseny, igual que la gent que hi viu, els oficis, les tradicions, les rondalles i les cançons, han estat font d'inspiració per a molts artistes, pintors, escriptors, poetes, músics i científics, sobretot des de finals del segle xix.
Entre aquests intel·lectuals podem destacar els noms de: Joan Maragall, Jaume Bofill i Mates, Lluís Millet, Santiago Rusiñol, Josep Pijoan, Amadeu Vives i Lluís Via i Pagès.

## Poblacions

Mapa del Parc Natural del Montseny

| Comarca | Comarca         | Municipi                    | Extensió municipal | Elements d'interès                                                                                        |
| ------- | --------------- | --------------------------- | ------------------ | --- |
|         | La Selva        | Arbúcies                    | 86,24 km²          | La Gabella, les Agudes i el castell de Montsoriu                                                          |
|         | La Selva        | Sant Feliu de Buixalleu     | 61,94 km²          | Castell de Montsoriu                                                                                      |
|         | Osona           | Viladrau                    | 50,70 km²          | Sant Segimon                                                                                              |
|         | Vallès Oriental | Tagamanent                  | 43,30 km²          | Ca l'Agustí, pous de glaç de l'Avencó, Pla de la Calma                                                    |
|         | Osona           | El Brull                    | 41,00 km²          | Fortificació ibèrica del turó de Montgròs                                                                 |
|         | Vallès Oriental | Fogars de Montclús          | 39,20 km²          | Turó de l'Home, la Costa del Montseny, Santa Fe del Montseny                                              |
|         | Vallès Oriental | Sant Pere de Vilamajor      | 34,74 km²          | Castell de Vilamajor, Turó del Samont, Sant Elies de Vilamajor, Santa Susanna de Vilamajor, Mas el Samont |
|         | Osona           | Seva                        | 30,70 km²          | Santa Maria de Seva                                                                                       |
|         | Vallès Oriental | Cànoves i Samalús           | 29,20 km²          | Castanyer d'en Cuc                                                                                        |
|         | La Selva        | Riells i Viabrea            | 27,00 km²          | Ermita de Sant Llop                                                                                       |
|         | Vallès Oriental | Montseny                    | 26,80 km²          | Matagalls, les Agudes, Turó de Sant Marçal                                                                |
|         | Vallès Oriental | Gualba                      | 23,30 km²          | Gorg Negre                                                                                                |
|         | Vallès Oriental | Vallgorguina                | 22,20 km²          | Dolmen de Pedra Gentil                                                                                    |
|         | Vallès Oriental | La Garriga                  | 18,80 km²          | Can Terrers, la Doma, Santa Maria del Camí                                                                |
|         | Vallès Oriental | El Figueró i Montmany       | 15,00 km²          | Turó de Puiggraciós                                                                                       |
|         | Vallès Oriental | Sant Esteve de Palautordera | 10,70 km²          | Castell de Montclús                                                                                       |
|         | Osona           | Aiguafreda                  | 7,92 km²           | Riera de l'Avencó, Sant Martí del Congost, dolmen de la Serra de l'Arca, castell de Cruïlles              |
|         | Vallès Oriental | Campins                     | 7,30 km²           | Font de la Mare de Déu de Montserrat                                                                      |
|         | La Selva        | Breda                       | 5,02 km²           | Sant Salvador de Breda                                                                                    |